# Schizonycha ugandensis
Schizonycha ugandensis är en skalbaggsart som beskrevs av Moser 1914. Schizonycha ugandensis ingår i släktet Schizonycha och familjen Melolonthidae. Inga underarter finns listade i Catalogue of Life.